# Securigera somalensis
Securigera somalensis är en ärtväxtart som först beskrevs av Mats Thulin, och fick sitt nu gällande namn av Per Lassen. Securigera somalensis ingår i släktet rosenkroniller, och familjen ärtväxter. Inga underarter finns listade i Catalogue of Life.